# Велизар Јанковић
Велизар Јанковић (Београд, 1880 — Београд, 1966) био је српски политичар, економиста и професор.

## Биографија
Рођен је у Београду. Докторирао је економију на Универзитету у Берлину 1904. године. По завршетку школовања службовао је у Министарству финансија, Министарству привреде и предавао на Трговачкој академији у Београду.
Као члан Народне радикалне странке први пут је изабран за народног посланика 1912. године. У неколико сазива обављао је функцију секретара Народне скупштине. Оптуживан је за корупцију, нпр. о томе је писала "Република" Драгомира Иконића, због чега га је Јанковић тужио – суд је у фебруару 1924. ослободио Иконића по већини тачака, али га је за једно дело клевете осудио на месец дана затвора.
У наставку политичке каријере обављао је функцију: Министра грађевине, Министра народне привреде, Министра финансије, Министра пољопривреде и Министра саобраћаја. Током обављања функције Министра пољопривреде иницирао је оснивање државне институције која би давала повољне кредите пољопривредницима.
Био је председник Ауто-клуба,  потпредседник Џокеј клуба, Ротари клуба и члан Ложе слободних зидара Слога, рад и постојанство. Учествовао је у основању туристичке агенције Путник 1923. године, чиме је постављен основ за развој туризма у земљи. Јанковић је био један од оснивача немачко-југословенског друштва. Давао је оставку на место министра саобраћаја у децембру 1923, пошто је у радикалском клубу одбачен предлог закона о новом Бродарском друштву, Неколико дана касније је повукао оставку, по одлуци клуба, на предлог премијера Пашића - али овај "изненада" 29-ог децембра ипак уважава оставку, због растућег незадовољства код радикала.
Заступао је антикомунистичке ставове и био члан влада које су спроводиле акције и законска акта против комуниста.

## Радови
- System der direkten Steuern in Serbien 1904, 1904.
- Угоровор о миру и радна отштета, 1920.[1]
- Валутно питање у Краљевини СХС, 1920.[1]
- Европски царински споразум, 1925.[1]
- Двадесетогодишњица Југославије : 1918-1938, 1938.[10]